# ブルース・ブラザーズ
ブルース・ブラザーズ (The Blues Brothers、または The Blues Brothers' Show Band and Revue) は二人のコメディアン、ジョン・ベルーシとダン・エイクロイドを中心に結成されたブルース・R&B・ソウルのリバイバルバンド。略称はBB。メインボーカルのベルーシがジョリエット・ジェイク・ブルース (Joliet Jake Blues) 、ハーモニカ/バッキングボーカルのエイクロイドがエルウッド・ブルース (Elwood Blues) という義兄弟のキャラクターに扮した。演奏のブルース・ブラザーズ・バンドには実名の一流ミュージシャンたちが参加した。

## 概要
ブルース・ブラザーズはNBCの人気コメディー番組「サタデー・ナイト・ライブ」(SNL) の初代レギュラーメンバーであったジョン・ベルーシとダン・エイクロイドが、音楽的趣味から始めたボーカルコンビであった。SNLの音楽コーナーへの出演をきっかけに実力派のミュージシャンを集めてバンドを結成し、ディスコサウンド全盛期の1970年代末に往年の黒人音楽の魅力を伝えた。フロントマンのジェイク（ベルーシ）とエルウッド（エイクロイド）は、黒い帽子・スーツにサングラスという出で立ちでプロミュージシャン張りの歌と踊りを披露した。
ファーストアルバム『ブルースは絆』は全米ヒットチャート1位を獲得し、グラミー賞3部門にノミネートされた。1980年にはジョン・ランディス監督作の映画『ブルース・ブラザース』が公開され、世界的にヒットした。
1982年のベルーシ急死後はしばらく活動停止となるが、残ったバンドメンバーがゲストシンガーを迎えて「オリジナル・ブルース・ブラザーズ・バンド」を結成し、世界各地でライブツアーを続けている。1990年代にはエイクロイドとジム・ベルーシ（ジョンの実弟）、ジョン・グッドマン（エイクロイドの親友）を新フロントメンバーとして再始動し、第31回スーパーボウルのハーフタイムショー出演、続編映画『ブルース・ブラザース2000』公開（1998年）といったトピックを作った。
現在はエイクロイドとベルーシの未亡人ジュディス・ベルーシが2012年に設立したBlues Brothers Approved Ventures LLCが管理元となり、ブルース・ブラザーズを題材にしたレヴューやミュージカルの上演、アニメシリーズ（計画）などを展開している。

## メンバー

### オリジナルメンバー
ブルース「兄弟」以外のメンバーは本名で活動している。サタデーナイトライブバンド（SNLバンド）は番組バンド。
| 芸名                                                                   | 本名                   | 担当                                     | 備考                                                                                                 |
| ---------------------------------------------------------------------- | ---------------------- | ---------------------------------------- | --- |
| "ジョリエット"・ジェイク・E.ブルース "Joliet" Jake E. Blues            | ジョン・ベルーシ       | リードボーカル                           | ブルース兄弟の兄。設定上の本名は「ジェイコブ・パパジョージ」。                                       |
| エルウッド・J.ブルース Elwood J. Blues                                 | ダン・エイクロイド     | ハーモニカ バッキングボーカル            | ブルース兄弟の弟。設定上の本名は「エルウッド・デラニー」。                                           |
| スティーヴ・"カーネル"・クロッパー Steve "The Colonel" Cropper         | スティーヴ・クロッパー | リードギター リズムギター                | 以前は ブッカー・T&ザ・MG'sに参加。                                                                  |
| マット・"ギター"・マーフィー Matt "Guitar" Murphy                      | マット・マーフィー     | リードギター リズムギター                | ハウリン・ウルフ他                                                                                   |
| ドナルド・"ダック"・ダン Donald "Duck" Dunn                            | ドナルド・ダン         | ベースギター                             | 以前は ブッカー・T&ザ・MG'sに参加。                                                                  |
| ポール・"ザ・シヴ"・シェーファー Paul "The Shiv" Shaffer               | ポール・シェーファー   | キーボード アレンジ                      | SNLバンドメンバー。『ブルース・ブラザース』は未出演だが、 『ブルース・ブラザース2000』は別役で出演。 |
| マーフィー・ダン Murphy Dunne                                          | マーフィー・ダン       | キーボード                               | 映画版                                                                                               |
| スティーヴ・"Getdwa"・ジョーダン Steve "Getdwa" Jordan                 | スティーヴ・ジョーダン | ドラム パーカッション                    | SNLバンド、映画未出演                                                                                |
| ウィリー・"トゥー・ビッグ"・ホール Willie "Too Big" Hall               | ウィリー・ホール       | ドラム パーカッション                    | 以前はバーケイズ、アイザック・ヘイズに参加。                                                         |
| トム・"ボーンズ"・マローン Tom "Bones" Malone                          | トム・マローン         | トロンボーン トランペット サクソフォーン | SNLバンド                                                                                            |
| アラン・"Mr.ファビュラス"・ルービン Alan Rubin                         | アラン・ルービン       | トランペット                             | SNLバンド                                                                                            |
| バーチ・"クリムゾンスライド"・ジョンソン Birch "Crimson Slide" Johnson | バーチ・ジョンソン     | トロンボーン                             | 映画未出演                                                                                           |
| トム・"トリプルスケール"・スコット Tom "Triple Scale" Scott            | トム・スコット         | サクソフォーン                           | L.A.エクスプレス、映画未出演。                                                                       |
| "ブルー"・ルー・マリーニ                                               | ルー・マリーニ         | サクソフォーン                           | SNLバンド                                                                                            |

### その他のメンバー
そのときどきで以下のアーティストが部分的に演奏に参加した。
| 芸名                                                                                    | 本名                     | 担当                 | 備考                                                                        |
| --------------------------------------------------------------------------------------- | ------------------------ | -------------------- | --------------------------------------------------------------------------- |
| "ブラザー"・ジー・ブルース "Brother" Zee Blues                                          | ジェームズ・ベルーシ     | ボーカル             | ジェイクの実弟。現実においてはジョン・ベルーシの弟。                        |
| "マイティ・マック"・マクティ "Mighty Mack" McTeer                                       | ジョン・グッドマン       | ボーカル             | 『ブルース・ブラザース2000』に出演。                                        |
| バスター・ブルース Buster Blues                                                         | J.エヴァン・ボニファント | ハーモニカ ボーカル  | 『ブルース・ブラザース2000』に出演。ハーモニカはJohn Popperの演奏。         |
| ケーベル・"キャブ"・チャンバレン Cabel "Cab" Chamberlain                                | ジョー・モートン         | ボーカル             | 『ブルース・ブラザース2000』に出演。                                        |
| ラリー・"T"・サーストン Larry "T" Thurston                                              | ラリー・サーストン       | ボーカル             | 1988年再始動時のボーカル。                                                  |
| エディ・"Knock on Wood"・フロイド Eddie "Knock on Wood" Floyd                           | エディ・フロイド         | ボーカル             | 1988年再始動時のボーカル。                                                  |
| サム・"ソウル・マン"・ムーア Sam "Soul Man" Moore                                       | サム・ムーア             | ボーカル             | サム&デイヴ時代に「ソウルマン」を発表。『ブルース・ブラザース2000』に出演。 |
| トミー・"パイプス"・マクドネル Tommy "Pipes" McDonnell                                  | トミー・マクドネル       | ハーモニカ ボーカル  |                                                                             |
| ロブ・"ザ・ハニードリッパー"・パパロッツィ Rob "The Honeydripper" Paparozzi             | ロブ・パパロッツィ       | ハーモニカ ボーカル  |                                                                             |
| レオン・"ザ・ライオン"・ペンダーヴィス Leon "The Lion" Pendarvis                        | レオン・ペンダーヴィス   | ピアノ ボーカル 編曲 |                                                                             |
| ボビー・"スウィートソウル"・ハーデン Bobby "Sweet Soul" Harden                          | ボビー・ハーデン         | ボーカル             |                                                                             |
| ジョニー・"ザ・ロックンロール・ドクター"・ロッシュ Jonny "The Rock & Roll Doctor" Rosch | ジョニー・ロッシュ       | ボーカル ハーモニカ  |                                                                             |
| ジョン・"スモーキン"・トロペイ John "Smokin" Tropea                                     | ジョン・トロペイ         | ギター               |                                                                             |
| エリック・"ザ・レッド"・ユーデル Eric "The Red" Udel                                    | エリック・ユーデル       | ベース               |                                                                             |
| ジェームス・ハガティ James Haggerty                                                     | ジェームス・ハガティ     | ベース               |                                                                             |
| アンソニー・"ラスティ"・クラウド Anthony "Rusty" Cloud                                  | アンソニー・クラウド     | キーボード           |                                                                             |
| ダニー・"Gフォース"・ゴットリーブ Danny "G-Force" Gottlieb                              | ダニー・ゴットリーブ     | ドラム               |                                                                             |
| リー・"ファンキータイム"・フィンクルスタイン Lee "Funky Time" Finkelstein               | リー・フィンクルスタイン | ドラム               |                                                                             |
| スティーブ・ポッツ Steve Potts                                                          | スティーブ・ポッツ       | ドラム               | ブッカー・T&ザ・MG's所属。                                                  |
| アントン・フィグ Anton Fig                                                              | アントン・フィグ         | ドラム               |                                                                             |
| スティーヴ・"キャットフィッシュ"・ハワード Steve "Catfish" Howard                       | スティーヴ・ハワード     | トランペット         |                                                                             |
| ジミー・"ジミーB"・ビギンズ Jimmy "Jimmy B" Biggins                                     | ジミー・ビギンズ         | サクソフォーン       |                                                                             |
| アルト・リード Alto Reed                                                                | アルト・リード           | サクソフォーン       |                                                                             |
| バーチ・"クリムゾン・スライド"・ジョンソン Birch "Crimson Slide" Johnson                | バーチ・ジョンソン       | トロンボーン         |                                                                             |
| ラリー・"トロンボーニアス・マキシマス"・ファレル Larry "Trombonius Maximus" Farrell     | ラリー・ファレル         | トロンボーン         |                                                                             |

## 歴史

### 由来
ブルース・ブラザーズの創成は 1976年 1月 17日の「サタデー・ナイト・ライブ」(SNL)のスケッチに見ることができる。この日の「キラー・ビー」のスケッチ(ベルーシとエイクロイドはハチの衣装を身につけていた)において「ハワード・ショアと All-Bee バンド」はスリム・ハーポのキング・ビーを演奏し、ベルーシ(ボーカル)とエイクロイド(ハーモニカ)も参加した。
このスケッチは SNL の録画テープを見た出演者や週ごとの司会者の間で評判となり、エイクロイドとベルーシが場所を借りて始めたバー Aykroyd's Holland Tunnel Blues bar に通うようになった。エイクロイドとベルーシはこの店のジュークボックスをサム&デイヴやThe Viletonesのような沢山のアーティストの曲で一杯にし、また店にはアンプや楽器を揃えておき、誰でもそこでジャムセッションを演奏できるようにした。ここでエイクロイドは映画『ブルース・ブラザーズ』の元となったストーリーを執筆した(その分量から「分厚い本」として知られている)。
このバー(Aykroyd's Holland Tunnel Blues bar)でエイクロイドはベルーシにブルースを紹介した。単なる興味の対象だったブルースに強く魅き着けられるようになり、二人は地元のブルースバンドと共にブルースを歌うようになった。SNL のバンドリーダーであるハワード・ショアは冗談で「ブルース・ブラザーズ」を名乗るように勧めた。1988年 4月、シカゴ・サンタイムズのインタビュー記事で，ブルース・ブラザーズのスタイルはサム&デイヴなどから拝借したとエイクロイドは語った：「デュオのスタイルやダンスについては言うまでもないが、ソフト帽はジョン・リー・フッカーに倣ったんだ。スーツについては、まじめな話、1940年代~60年代のジャズプレイヤーだったらスーツを着なくちゃならんという考え方による。」
バンドはまた部分的に、カナダにおける最初期のプロのブルースバンドであるDownchild Blues Band(エイクロイドは時に彼らと演奏していた)をモデルとした。エイクロイドは 70年代初期にオタワのカールトン大学在学中にこのバンドと出会った。また彼は同じ時期にオタワのカフェLe Hibou Coffee Houseに出入りし、時には演奏に参加してブルースへの興味を深めていった。エイクロイドはこの時期について次のように語っている：
僕は首都であるこのオタワで育った。両親は公務員で、僕は小学校から高校、大学までこの街の学校に通ったんだ。サセックス・ドライブ(首相公邸のある区域。Parliamet Hillを参照)の近くで、Le Hibou(フランス語で「フクロウ」の意味) という名前の小さなクラブも近くにあった。Harvey Glattが出資していて、みんなを，あなたや僕が 50年代の終わりにオタワでどうしても見たかったブルースのスターたちみんなという意味だけど、連れてきて演奏させていた。思うに、 60年代終盤の Newport におけるジャズの再発見とつながるんじゃないかな。僕は Le Hibou に通ってジェイムズ・コットンやオーティス・スパン、パイントップ・パーキンズ、マディ・ウォーターズを聞いたんだ。本当のところ、マディ・ウォーターズの後ろで演ったこともある。S.P.Leary がある晩ドラムセットを置いていって、マディが「誰かドラムを叩くやつはいないか？ドラマーがいないんだ」と言ったんだ。僕がステージに登って演奏が始まったんだけど、僕は「Little Red Rooster」か何かを知らなかった。彼は「そのビートのまま続けろ，マディは気分よくやれてるよ」と言ったよ。それからハウリン・ウルフ(チェスター・バーネット)も聞いたよ。何度も何度も彼のステージを見た。もちろんバディ・ガイ、バディ・ガイとジュニア・ウェルズ、ソニー・テリー、ブラウニー・マギーもそう。だから学術的なコミュニティが形成されていて知的な人が多いオタワという土地で僕は彼らと彼らのプレイすべてにさらされたことになる。他の土地で暮らしていたらこんなことにはならなかったと思う、というのは、教養のある公務員、この地域の大学、オタワ大学やカールトン大学の関係者などが集まってできたものだし、彼らはブルースの文化に興味を持っていたんだ。—
トロントに本拠をおく Downchild Blues Band は、 1969年に Donnie とRichard "Hock" Walsh の兄弟によって始められたが、ブルース・ブラザーズの二人のキャラクターの着想のきっかけとなった。エイクロイドははじめのうちハーモニカ奏者でギタリストの　Donnie Walsh をモデルにエルウッド・ブルースのキャラクターをつくりあげ、ベルーシのジェイク・ブルースのキャラクターはリードシンガーの Hock Walsh をモデルとした。ブルース・ブラザーズとしての最初のアルバム『Briefcase Full of Blues』(1978)で、エイクロイドとベルーシは Downchild のヒット曲三曲(Donnie Walsh の書いた「I've Got Everything I Need (Almost)」、Donnie と Hock の共作「Shotgun Blues」、オリジナルはビッグ・ジョー・ターナーが書いた名曲「Flip, Flop and Fly」)を Hock Walsh の歌唱スタイルで歌っている。これらの三曲はすべて Downchild のセカンド・アルバム『Straight Up』(1973)に収められているが、「Flip, Flop and Fly」(1974)は Downchild 最大のヒットシングルであった。
ベルーシに芽吹いたブルースへの興味は 1977年 10月、オレゴンのユージーンで『アニマル・ハウス』の撮影中に結実した。彼は現地のホテルに 25歳のブルース歌手/ハーモニカ奏者カーティス・サルガドの演奏を聞きにいった。ショーの後、ベルーシとサルガドは何時間もブルースについて語り合い、ベルーシはサルガドの熱狂が伝染してしまったことに気づいた。そのときにユージーンの現地紙「Eugene Register-Guard」のインタビューに答えて曰く
ロックンロールは聞き飽きた、退屈なだけだ...それにディスコ・ミュージックは嫌いだ。何か別の音楽が必要だった。それまであまりブルースを聞いたことはなかったが、いいと思った。
サルガドは彼の持っていたいくつかのアルバム、フロイド・ディクソン、チャールズ・ブラウン、ジョニー・"ギター"・ワトソンなどをベルーシに貸したところ、ベルーシはそれらから離れられなくなってしまった。
ベルーシはサルガドとステージに上がり、フロイド・ディクソンの「Hey, Bartender」を歌ったり「I Don't Know」の歌詞をサルガドのおかしな替え歌で歌ったりするようになった：
I said Woman, you going to walk a mile for a Camel

Or are you going to make like Mr. Chesterfield and satisfy?

She said that all depends on what you're packing

Regular or king-size

Then she pulled out my Jim Beam, and to her surprise

It was every bit as hard as my Canadian Club
これらの歌詞は SNL での初演奏でも使われた。1978年 4月 22日のエピソードの一つ(司会はスティーヴ・マーティン)であり、オープニングでドン・カーシュナー(ポール・シェーファーが演じた)は、チェッカー・レコードの Marshall Checker が新進のブルースバンド(ブルース・ブラザーズ)のために口利きを頼み、また「Neshui Wexler」と「Jerry Ertegun」(レコード業界の重鎮ジェリー・ウェクスラーとNesuhi Ertegunのもじり)の支援を受け、このバンドはもはや正統派のブルースバンドの域にとどまらず、商業的にも有望なものになりつつある、と経緯を語った。そしてブルース・ブラザーズは「Hey Bartender」を歌った。シェーファーがこのスケッチの登場人物を演じていたので、キーボード演奏は Cheryl Hardwick が担当した。

### バンド結成
ピアニストでありアレンジャーであるポール・シェーファーの助けを受け、ベルーシとエイクロイドは彼らのバンドをつくるためにスタジオミュージシャンのリストを集めはじめた。その中には SNL バンドのメンバーも含まれており、サックス奏者 "ブルー"・ルー・マリーニ、以前ブラッド・スウェット・アンド・ティアーズで演奏していたトランペット/サックス奏者トム・マローンがいた。シェーファーの提案で、ブッカー・T&ザ・MG'sの強力なコンボ、ギタリストスティーヴ・クロッパーとベーシストドナルド・ダック・ダンが加入した。結果として 60年代にメンフィスのスタックス・レコードから出たほとんどのヒット曲のサウンドを取り入れることになった。
ベルーシはパワフルなトランペッターと強烈なギタリストを望み、ジュリアード学院で学んだトランペッターであるアラン・ルービンが連れてこられた。またブルースで多くの伝説的なプレイを残していたマット・マーフィが同じく参加した。
ブラザーズの見た目について、ベルーシはジョン・リー・フッカーのトレードマークであるレイバンのサングラスとソウル・パッチ(顎の上に小さく残した髭)を拝借した。

### 音楽性
ブルース・ブラザーズの音楽は R&B、ブルース、ソウル・ミュージックがベースにあるが、スタンダードなブルースやロックのスタイルを取ってロックやジャズの要素も取り入れていった。バンドは三つのセクションとして描写できる：四人のホーンセクション、五人のリズム隊から来る伝統的なロックのセクション、そして兄弟二人からなるボーカルである。二つの伝統的なサウンドが融合して彼らの音楽を形作った：クリーンで正確でジャズの影響を受けたニューヨーク的なホーンセクションのサウンドと、シカゴやメンフィスのこすれるようなソウル、ブルース的なリズムセクションのサウンドである。この融合が成功したのは、シェーファーのアレンジ、プレイヤーの才能双方のおかげである。技術的な面からいうと、ベルーシの声はそう良いものではなかったが、ブルースの力の源と言われる、感情と情熱のこもった歌いっぷりがその埋め合わせとなった。
映画『ブルース・ブラザーズ』の DVD 版に同梱された 1998年のドキュメンタリー「Stories Behind the Making of The Blues Brothers」でクロッパーは語り、友人たちの中にはクロッパー他ブルース・ブラザーズでバックバンドに参加したミュージシャンはハリウッドへの売り込みもしくは手っ取り早く金を手にする方を選んだと思っていたことを明らかにした。クロッパーはこれに対して、彼がバックを務めたシンガーたちに比べてベルーシは同等かそれ以上であると主張した。彼はまた、ベルーシは一時期プロのドラマーで特に鋭いリズム感を持っていたことに触れた。

### アルバム、初期の演奏、キャラクターの背景
1976年1月17日のサタデー・ナイト・ライブに初出演し、1978年4月22日にゲストミュージシャンとして出演した。三度目にして最後の出演となったのは 1978年11月18日である。
1978年、スティーヴ・マーティンがギブソン・アンフィシアターでの公演の前座を彼らに依頼し、この時のパフォーマンスはブルース・ブラザーズ初のアルバム『ブルースは絆 (Briefcase Full of Blues)』に収録された。この年にベルーシの『アニマル・ハウス』が大当たりしており、アルバムもBillboard 200の一位、ダブル・プラチナを達成した。アルバムではサム&デイヴの「ソウル・マン」、The Chipsの「Rubber Biscuit」をフィーチャしており、特に「Rubber Biscuit」ではエイクロイドが talk-singing を際立たせて歌っている。
アルバムのライナーノーツにはジェイクとエルウッドの人生について書かれ(ただしフィクションである)、彼らのイメージづくりに寄与している。彼らはイリノイ州ロックアイランドのカトリック系の孤児院で育ち、カーチスという用務員にブルースを教わった。義兄弟の契りを交わすときにはエルモア・ジェームスのものと言われているギターの弦で互いの中指に傷をつけたという。
1978年の大晦日にはWinterlandでのグレイトフル・デッドの最終公演でNew Riders of the Purple Sageと一緒に前座を務めた。
映画と同時にブルース・ブラザーズの初めてのスタジオ録音アルバムであるサウンドトラックがリリースされた。「Gimme Some Lovin'」は Top40 に達し、バンドは映画のプロモーションとしてツアーを行った。このツアーにおいて、1980年のギブソン・アンフィシアターの様子を録音したものは彼らの三枚目のアルバム(そして二枚目のライブ・アルバム)『メイド・イン・アメリカ』となった。「Who's Making Love」は 39位にまで上り詰めた。このアルバムはベルーシのジェイク・ブルースが聴ける録音のうち最後のものになる。
ベルーシの妻 Judith Jacklin と彼の友人Tino Insana はブルース・ブラザーズの宇宙と映画のバック・ストーリーについての書籍「Blues Brothers: Private」を書いた。
1981年、『ベスト・オブ・ブルース・ブラザーズ』が発表された。それまで未発表であったバージョンの「The Soul Survivors」、「Expressway to Your Heart」、同じく未発表の「Everybody Needs Somebody to Love」と「Rubber Buiscuitt」の別録音が収められ、初期のコンピレーション・アルバムとして長い間販売された。1998年のイギリスのコンピレーション・アルバム『The Complete Blues Brothers』では、それまで「Soul Man」の B面でしか聴けなかったLamont Cranston の「Excuse Moi Mon Cheri」をフィーチャーした。
1982年3月5日にジョン・ベルーシはヘロインとコカインの過剰摂取によりハリウッドで死亡した。
ベルーシの死後、ブルース・ブラザーズ・バンドは彼抜きで SNL の番組内やチャリティ、行政的な場で演奏を行った。エイクロイドは"ジー"・ブルース(ジェームズ・ベルーシ)、"マイティ・マック"(ジョン・グッドマン)とも一緒にステージに立っている。また、著作権者たちの許諾のもとブルース・ブラザーズのモノマネが演じられている(オーランド、ハリウッドのユニバーサル・スタジオで見られる)。
1997年にジェイクとエルウッドを用いたコメディアニメが企画されたが、8回分のストーリーがつくられた後お蔵入りとなった。
エイクロイド、ジェームズ・ベルーシ、ジョン・グッドマンは『ブルース・ブラザース2000』(1998年)のブロモーションで、ZZトップやジェームズ・ブラウンと共に第31回スーパーボウルのハーフタイムで演奏した。その直前には、ブルース・ブラザーズが監視を逃れてルイジアナ・スーパードームに向かっているというニセのニュースがレポートされた。
エイクロイドはブルースの支持者として精力的に活動を続け、この、いわば副業で得た収入をHouse of Blues(米国内でフランチャイズ展開しているナイトクラブ)の創設と所有権の保持(一部)に費やしている。
ジョン・ベルーシの弟であるジェームズ・ベルーシは "Zee"・ブルースとしてしばらくの間ブルース・ブラザーズ・バンドとツアーを行い、アルバム『Blues Brothers and Friends: Live from House of Blues』を録音した。しかし彼は『ブルース・ブラザース2000』には出演していない。それは彼へのオファーがマイティ・マック(ジョン・グッドマンが演じた)の役ではなく、保安官 "キャブ"・チャンバレンの役だったからとの噂もある(結果としてこの役はジョー・モートンが演じた)。ジェームズ・ベルーシは後にエイクロイドと『Belushi/Aykroyd - Have Love Will Travel』という名前のアルバムを制作したが、ブルース・ブラザーズとしてではない。
2004年、シカゴで「ブルース・ブラザーズ リバイバル」というミュージカルが上演された。ストーリーはエルウッドが辺獄/煉獄からジェイクを救い出す、というものであった。このミュージカルはジョン・ベルーシ estate (ベルーシの未亡人である Judith Belushi-Pisano も参加している)とエイクロイドの賛意と許諾を得てつくられた。

## 近年の活動
House of Blues や北米のいろいろなカジノでは定期的にエルウッドとジーによるブルース・ブラザーズが演じられている。普段はジェームズ・ベルーシの Sacred Hearts バンドがバックバンドを務めている。ブルース・ブラザーズ・バンドの他のメンバーは定期的に世界ツアーを行っている。バンドに残っているオリジナルメンバーはスティーヴ・クロッパーとルー・マリーニだけとなり、ボーカルは "The Rock & Roll Doctor" Jonny Rosch、ときにエディ・フロイドが参加する。
エイクロイドは現在、エルウッド・ブルースのキャラクターでDial Globalラジオ・ネットワークの番組「House of Blues Radio Hour」のホストを務めている。
2011年8月31日、ダン・エイクロイドとJudith Belushi Pisano(ジョン・ベルーシの元妻)が新たにブルースブラザーズのテレビシリーズをプライムタイムネットワークに公開することがアナウンスされた。

## 映画

### 『ブルース・ブラザース』
1980年にジョン・ランディスを監督として映画『ブルース・ブラザーズ』が製作された。仮釈放で刑務所から出てきたジェイクとエルウッドが神の啓示を受け、彼らが育った孤児院の財政問題を解決するために昔のバンドメンバーを集めてライブを開く、という筋立てで、カーチェイスと、アレサ・フランクリン他著名アーティストが見せるミュージックパフォーマンスが特徴的である。映画館での興行売り上げは米国内で10位の5,700万ドルに達した。SNL のスケッチが基となった映画では第二位の売り上げ（一位は 1992年の『ウェインズ・ワールド』）で、ミュージカル映画では 12位である。

### 『ブルース・ブラザース2000』
再びジョン・ランディスを監督として、1998年に『ブルース・ブラザーズ』の続編『ブルース・ブラザース2000』が製作された。前作より 18年後、刑務所を出所したエルウッドが既にジェイクが死んでいることを知り、元のバンドメンバーに新たな仲間を加えてバンドを再結成するというストーリーである。前作同様多数のブルースミュージシャン、ロックミュージシャンが出演している。本作では１シーンでポール・シェーファーも演奏に参加しており、ブルース・ブラザーズ・バンドのオリジナルメンバーが映画媒体で初めてパフォーマンスを見せた。

## ビデオゲーム
Titusは多くのプラットフォーム向けにブルース・ブラザーズのキャラクターを使ったビデオゲームを制作した。同社は他にも一本Amiga、ゲームボーイ、PC、Super NES向けのゲームを制作している。NINTENDO 64向けに「Blues Brothers 2000」という名前のビデオゲームが販売されている。

## ブルース・ブラザーズ・バー
ブルース・ブラザース・バーはベルーシとエイクロイドがもぐりで始めた小さな酒場で、シカゴ オールドタウンのWells Street沿い、「セカンド・シティ」から通りを渡った向かい側で、ナイトクラブ「Earl of Old Town」の裏にあった。バーはCollege of DuPageにいたベルーシの友人たちによって経営されており、無免許での開業であったため、アルコールを手に入れるには「バーテンダーに飲み物を頼むためのチケット」を購入する必要があった。1982年当局に店の存在が知れてしまい、すぐに閉店を余儀なくされた。
1981年シカゴで撮られた映画『ザ・クラッカー/真夜中のアウトロー』のDVD コメンタリーでジェームズ・カーンがブルース・ブラザーズ・バーについて触れている。

## ディスコグラフィ

### アルバム
- 『ブルースは絆』（1978年）- Briefcase Full of Blues– Live. US #1.
- 『ザ・ブルース・ブラザーズ』オリジナル・サウンドトラック（1980年） - The Blues Brothers: Music from the Soundtrack –　US #13
- 『メイド・イン・アメリカ』（1980年）- Made in America – Live. US #49.
- 『ベスト・オブ・ブルース・ブラザーズ』（1981年）- Best of the Blues Brothers – US #143
- Dancin' Wid Da Blues Brothers (1983)
- Everybody Needs the Blues Brothers (1988)
- The Blues Brothers Band Live in Montreux (1990)
- 『レッド・ホワイト&ブルース』（1992年）- Red, White & Blues
- The Definitive Collection (1992)
- The Very Best of The Blues Brothers (1995)
- Blues Brothers & Friends: Live from House of Blues (1997)
- 『ブルース・ブラザース2000 オリジナル・サウンドトラック』（1998年）– Blues Brothers 2000: Original Motion Picture Soundtrack
- The Blues Brothers Complete (1998)
- The Essentials (2003)
- Gimme Some Lovin' & Other Hits (2005)
- American Music Legends (2008)

### 著名なシングル
- "Soul Man" (1978) US #14, UK #79 (1990)
- "Rubber Biscuit" (1978) US #37
- "Gimme Some Lovin'" (1980) US #18
- "Who's Making Love" (1980) US #39
- "Everybody Needs Somebody to Love" (1990) UK #12